# 電子回路シミュレーション
電子回路シミュレーション（でんしかいろシミュレーション、Electronic circuit simulation）とは、電子回路をモデル化し、コンピュータを用いてその動作や特性を計算・確認するシミュレーションのことである。

## 種類
アナログ回路の物理シミュレーションをおこなうアナログシミュレーションと、デジタル回路の論理シミュレーションに大別される。
どちらも、電子回路（ないし論理回路）を、ネットリスト記述やハードウェア記述言語で記述したものを入力とする。アナログシミュレーションでは、基本法則であるオームの法則とキルヒホッフの法則、各の受動素子や能動素子の物理的な特性を記述したパラメータ群に従い、電圧や電流の過渡特性（時間変化）や周波数応答を計算する。ネットリストより詳細に、プリント基板や集積回路の配線の特性までシミュレーションするものもある。
論理シミュレーションでは、電子回路としてというより論理回路としてシミュレーションをおこなう。ただし配線の状態として「Hi-Z（ハイインピーダンス）状態」や「ドンケア（don't care, LとHのどちらでもよいとする）状態」等をサポートするのが一般的である。
アナログシミュレーションに加え、論理的な動作確認もおこなえる「混在シミュレーション」もおこなわれるようになってきている。

## フォーマット・ソフトウェア
- ネットリスト
  - EDIF
  - SPICEフォーマット
  - ガーバーフォーマット
- アナログシミュレータ
  - SPICE (ソフトウェア)
  - SCAT(ソフトウェア)
- ハードウェア記述言語
  - VHDL
  - Verilog
- 論理シミュレータ
  - Icarus Verilog

## 応用
集積回路の製造においては、フォトマスクの作成に莫大な費用が必要なため、その修正をゼロにすることを目標に、論理動作、アナログ動作ともにシミュレーションの段階で徹底的に確認をおこなう。特に論理設計では形式手法も導入されている。